# 340
| 340                |
| ------------------ |
| Dødsfald - Fødsler |
|                    |

| Gregoriansk kalender | 340 CCCXL               |
| Ab urbe condita      | 1093                    |
| Armensk kalender     | I/T                     |
| Kinesiske kalender   | 3036 – 3037 己亥 – 庚子 |
| Etiopisk kalender    | 332 – 333               |
| Jødisk kalender      | 4100 – 4101             |
| Hindukalendere       |                         |
| - Vikram Samvat      | 395 – 396               |
| - Shaka Samvat       | 262 – 263               |
| - Kali Yuga          | 3441 – 3442             |
| Iransk kalender      | 282 BP – 281 BP         |
| Islamisk kalender    | 291 BH – 290 BH         |

Se også 340 (tal)